# أحمد محمد جراسى
أحمد محمد جُراسى (بالصومالية: Axmed Maxamed Gurase)‏ سياسي صومالي شغل منصب وزير التربية والتعليم في الفترة ما بين يناير 2014 ويناير 2015، خلفا للوزيرة د. مريم قاسم بعد تقسيم وزارتها المسماة (التنمية البشرية والخدمات العامة) إلى 6 حقائب وزارية في 17 يناير 2014، أحدها وزارة التربية والتعليم.  ثم وزارة الصحة، ووزارة الثقافة والتعليم العالي (دُمجت لاحقا في وزارة التربية والتعليم) ووزارة العمل والشؤون الاجتماعية، ووزارة المرأة وحقوق الإنسان، ووزارة الرياضة والشباب، شغل جُراسي منصب وزير التربية والتعليم حتى 12 يناير 2015 وخلفه الوزير عبد الله أحمد جامع.

## وزارة التربية والتعليم

### التعيين
في 17 يناير 2014 عينه رئيس الوزراء الصومالي عبد الولي شيخ أحمد وزيرًا للتربية والتعليم.  خلفا للوزيرة مريم قاسم في المنصب.

### منهج دراسي موحد
في مارس 2014 أعلن الوزير جُراسي قيام وزارته بتوحيد المناهج الدراسية في جميع المراكز التعليمية في الصومال، من أجل تعزيز القطاع الأكاديمي، وتوحيد الجهود، وفقًا للوزير فإن التوحيد يشمل أيضًا المنح الدراسية وكذلك توحيد الامتحانات في جميع أنحاء البلاد، كما أشار إلى أن الوزارة ستشكل لجنة لدمج المناهج المختلفة مما يسهل تنفيذ الاختبارات المدرسية الوطنية الموحدة. 

### اتفاقيةجروي
في أكتوبر 2014 ترأس رئيس الوزراء عبد الولي الشيخ أحمد وفدا من الحكومة الفيدرالية إلى ولاية بونتلاند الصومالية المتمتعة بالحكم الذاتي في شمال شرق الصومال، وضم الوفد وزير التربية والتعليم جُراسي ونائب رئيس مجلس النواب الفيدرالي مهد عبد الله عوض بجانب أعضاء آخرين في مجلس الوزراء، وكان في استقبالهم في مطار الجنرال محمد أبشر الدولي في جروي كبار مسؤولي حكومة بونتلاند في مقدمتهم رئيس الولاية عبد الولي محمد علي ونائب الرئيس عبد الحكيم عبد الله حاج عمر، وحظي الوفد باستقبال في القصر الرئاسي في الولاية بحضور ممثلين من المجتمع الدولي، و شارك الوفد في مؤتمر للمصالحة بين الحكومة الفيدرالية وولاية بونتلاند. 
واختتم المؤتمر الذي استمر لثلاثة أيام باتفاقية شملت 12 بندا وقع عليها الطرفان، بحضور مبعوث الأمم المتحدة إلى الصومال السفير نيكولاس كاي وسفير الاتحاد الأوروبي ميشيل سيرفوني دورسو، وممثل إيقاد محمد عبدي أفي، والقنصل الإثيوبي العام أسمالاش ولداميرات، ووفقًا لوزير الثقافة والتعليم العالي في الحكومة الفيدرالية دعالي آدم محمد، تنص الاتفاقية على أن الاتفاقية الثلاثية بين ولايتي غلمدغ وحمان وحيب لتأسيس ولاية إقليمية جديدة داخل الصومال تنطبق فقط على محافظتي جلجدود وجنوب مدج، تماشياً مع اتفاقية عام 2013 التي وقعها رئيس وزراء الصومال السابق عبدي فارح شردون ورئيس ولاية بونتلاند السابق عبد الرحمن محمد فرولي، وتنص اتفاقية غاروي الثنائية أيضًا على أن السلطات الفيدرالية وسلطات ولاية بونتلاند ستعمل معًا لتشكيل جيش وطني موحد وشامل، بجانب ذلك فإن اللجان البرلمانية المكونة من ممثلين عن الفيدراليين وبونتلاند مكلفة بضمان التوزيع العادل للمساعدات الخارجية والإشراف على المحادثات النهائية المتعلقة بالدستور المؤقت. ورحب السفير كاي بالاتفاقية كما حث الطرفين على العمل من أجل المصلحة العامة، بجانبه أشاد ممثل الهيئة الحكومية الدولية المعنية بالتنمية آفي بجهود المصالحة. 

### انتها فترته في المنصب
في 12 يناير 2015 شكّل رئيس الوزراء الصومالي عمر شارماركي حكومة جديدة ضمت عبد الله أحمد جامع وزيرا للتربية والتعليم خلفا للوزير أحمد جُراسي. 